# Cormoret
Cormoret ist eine politische Gemeinde im Verwaltungskreis Berner Jura des Kantons Bern in der Schweiz.

## Geographie
Cormoret liegt auf 706 m ü. M., 15 km westnordwestlich von Biel (Luftlinie) und 1 km westlich des Bezirkshauptorts Courtelary. Das ehemalige Strassenzeilendorf erstreckt sich im zentralen Teil des Juralängstals Vallon de Saint-Imier beidseits des Flusslaufs der Schüss (französisch Suze).
Die Fläche des 13,4 km² grossen Gemeindegebiets umfasst einen verhältnismässig schmalen Abschnitt des Talbodens im Vallon de Saint-Imier. Den zentralen Teil nimmt die Talniederung der Schüss ein. Bei Cormoret münden die beiden kurzen Seitenbäche Dou und Raissette, die aus Karstquellen entspringen, von links in die Schüss. Die beiden Gewässer dienen als Energiequelle und für die Wasserversorgung.
Im Norden reicht das Gemeindegebiet auf die Antiklinale der Montagne du Droit (bis 1268 m ü. M.) und bis in die Senke bei Les Breuleux. Nach Süden erstreckt sich das Gebiet von Cormoret auf die Höhe der Chasseral-Kette und bis auf den 1607 m hohen Gipfel des Chasseral (höchster Punkt der Gemeinde). Auf dem Scheitel des Chasseralrückens wurde das harte Deckgestein aufgebrochen und wegerodiert, wodurch im Laufe von Jahrmillionen ein nördlicher und ein südlicher Kamm entstanden. Dazwischen befindet sich ein Antiklinaltal, das bereits bis auf die nächste harte Gesteinsschicht ausgeräumt ist. Dieses Gewölbe bildet zwischen den beiden äusseren Kreten einen dritten breiten Kamm, den Petit Chasseral (1572 m ü. M.). Auf den breiten Kämmen der Montagne du Droit und der Chasseral-Kette befinden sich ausgedehnte Jurahochweiden mit den typischen mächtigen Fichten, die entweder einzeln oder in Gruppen stehen. Die Höhen von Chasseral und Petit Chasseral liegen bereits über der regionalen Waldgrenze. Von der Gemeindefläche entfielen 1997 3 % auf Siedlungen, 44 % auf Wald und Gehölze, 52 % auf Landwirtschaft und etwas weniger als 1 % war unproduktives Land.
Zu Cormoret gehören der Weiler Mont Crosin, 1177 m ü. M. am oberen Südhang der Montagne du Droit an der Hauptstrasse 248.2 von Saint-Imier nach Tramelan, sowie zahlreiche Einzelhöfe, die weit verstreut im Tal und auf den Jurahöhen liegen, und die Gewerbesiedlung Le Torrent westlich des Dorfes. Die Nachbargemeinden von Cormoret sind Villeret, Nods und Courtelary im Kanton Bern sowie Les Breuleux im Kanton Jura.

## Bevölkerung
Mit 512 Einwohnern (Stand 31. Dezember 2023) gehört Cormoret zu den mittelgrossen Gemeinden des Berner Juras. Von den Bewohnern sind 86,6 % französischsprachig und 11,7 % deutschsprachig (Stand 2000). Die Bevölkerungszahl von Cormoret belief sich 1850 auf 478 Einwohner, 1910 auf 746 Einwohner. Seither hat sie deutlich abgenommen. Cormoret ist heute mit dem Nachbarort Courtelary zusammengewachsen.

## Politik
Bei den Nationalratswahlen 2023 betrugen die Wähleranteile in Cormoret (in Klammern die Veränderung im Vergleich zu den Wahlen 2019 in Prozentpunkten): SVP 37,57 % (+10,22), SP 21,67 % (+0,29), Grüne 18,77 % (+2,82), glp 8,71 % (+1,16), EVP 4,32 % (−1,26), FDP 3,99 % (+0,26), EDU 2,00 % (−0,16), Mitte 1,15 % (−10,04), SD 0,15 % (+0,15).

## Wirtschaft
Cormoret war bis gegen Ende des 19. Jahrhunderts ein vorwiegend landwirtschaftlich geprägtes Dorf, daneben gab es einige Mühlen an der Schüss und an deren Seitenbächen. Ab etwa 1880 fasste die Uhrenindustrie auch in Cormoret Fuss und führte zu einem wirtschaftlichen Aufschwung; die letzte Uhrenfabrik wurde 1983 geschlossen. Heute gibt es im Dorf eine Maschinenfabrik. Auch die Landwirtschaft mit Viehzucht und Milchwirtschaft, in den tiefen Lagen auch etwas Ackerbau, spielt noch eine bedeutende Rolle.

## Verkehr
Die Gemeinde ist verkehrsmässig gut erschlossen. Sie liegt an der Hauptstrasse 30 von Biel nach La Chaux-de-Fonds. Am 30. April 1874 wurde die Eisenbahnlinie von Biel nach Convers mit einem Bahnhof in Cormoret eröffnet.

## Geschichte

Cormoret (links unten), Luftbild von 1949

Die erste urkundliche Erwähnung des Dorfes, bereits unter dem heutigen Namen Cormoret, datiert auf das Jahr 1178. Das Kloster Saint-Imier hatte Grundbesitz in Cormoret. Das Dorf gehörte bis 1797 zur Herrschaft Erguel im Fürstbistum Basel, wobei auch die Stadt Biel zeitweise einen gewissen Einfluss ausübte. Ein Dorfbrand zerstörte 1795 zahlreiche Häuser. Von 1797 bis 1815 gehörte Cormoret zu Frankreich und war anfangs Teil des Département Mont-Terrible, das 1800 mit dem Département Haut-Rhin verbunden wurde. Durch den Entscheid des Wiener Kongresses kam der Ort 1815 an den Kanton Bern zum Bezirk Courtelary. Dieser ging 2010 im Verwaltungskreis Berner Jura auf.

## Sehenswürdigkeiten
Das älteste Gebäude von Cormoret ist ein Bauernhof mit einer Mühle, die 1597 erbaut wurden. Im Ortskern sind an der alten Landstrasse zahlreiche charakteristische Häuser und Bauernhöfe aus dem 17. bis 19. Jahrhundert erhalten, die unter Denkmalschutz stehen. Cormoret besitzt keine eigene Kirche, es gehört zur Pfarrgemeinde Courtelary.

## Bilder

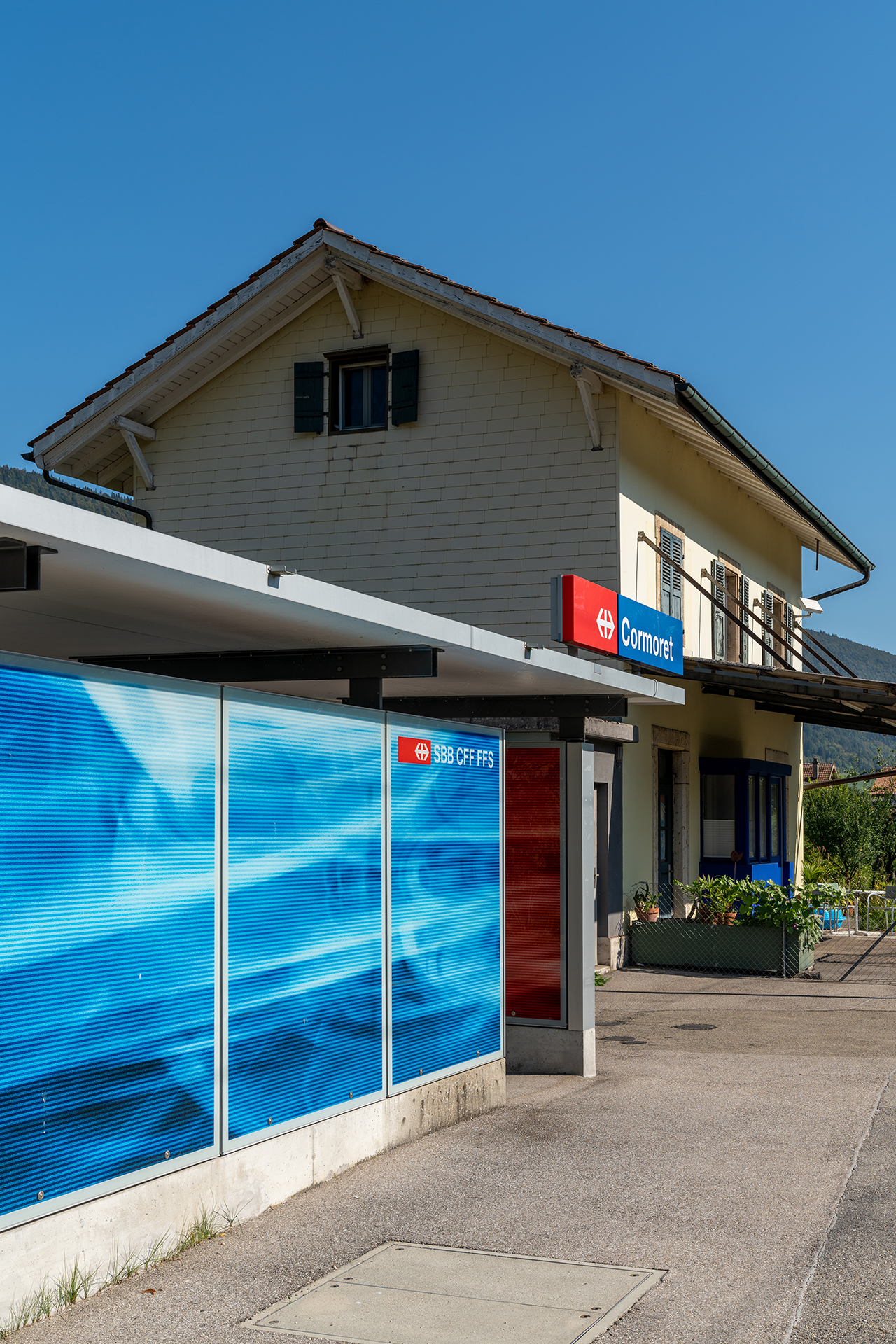
Bahnhof CFF/SBB
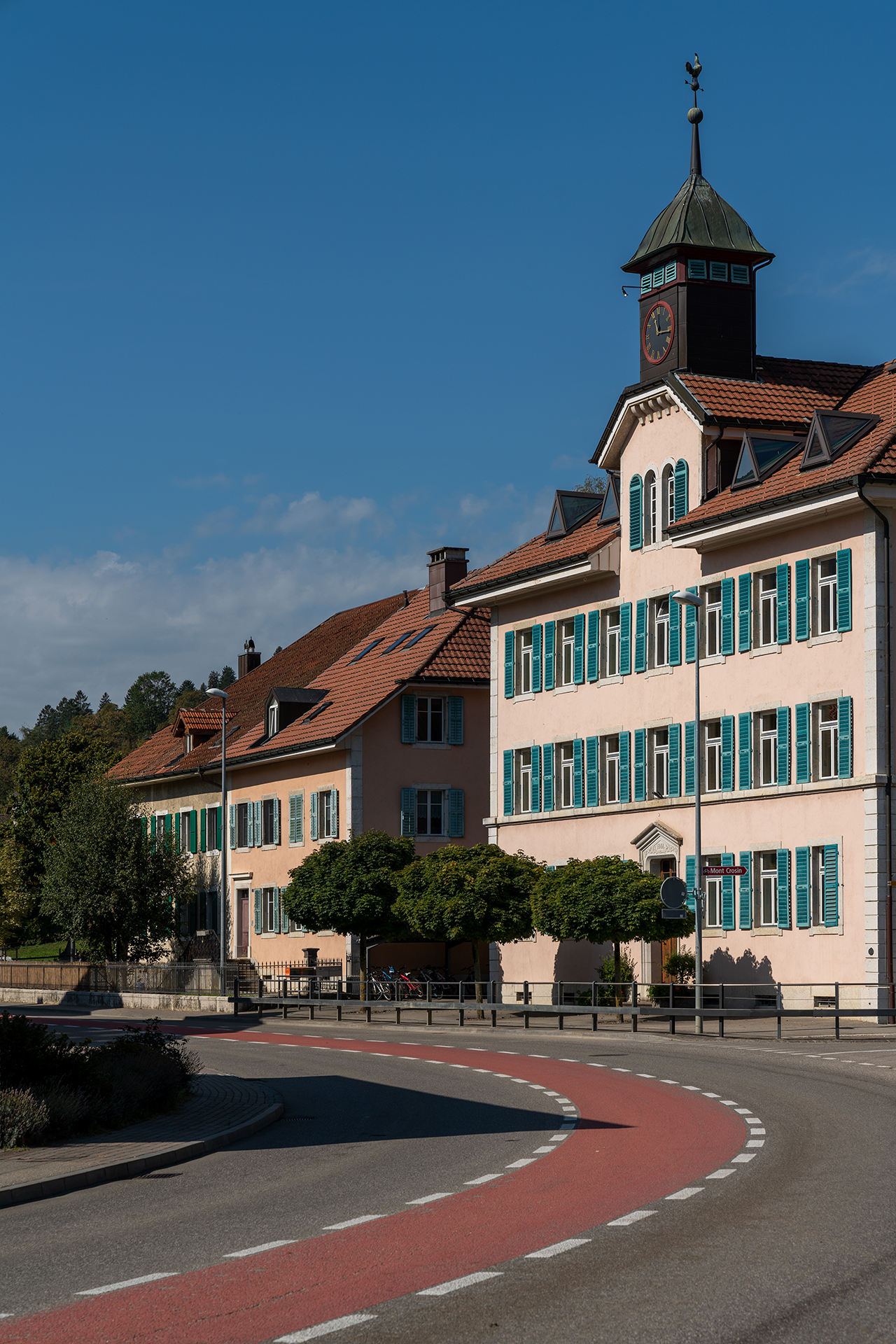
Schulhaus und Gemeindeverwaltung
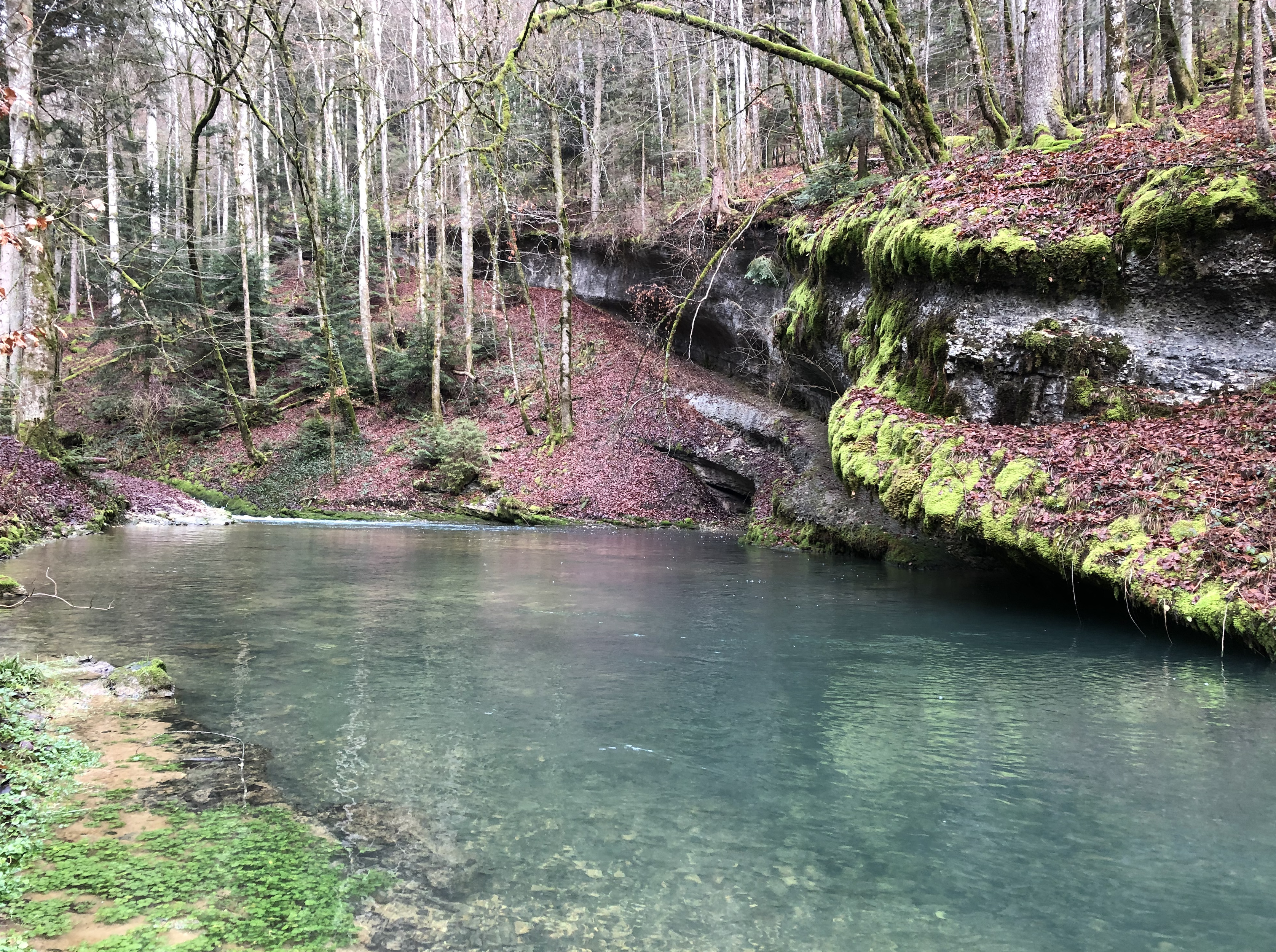
See in der Douxschlucht
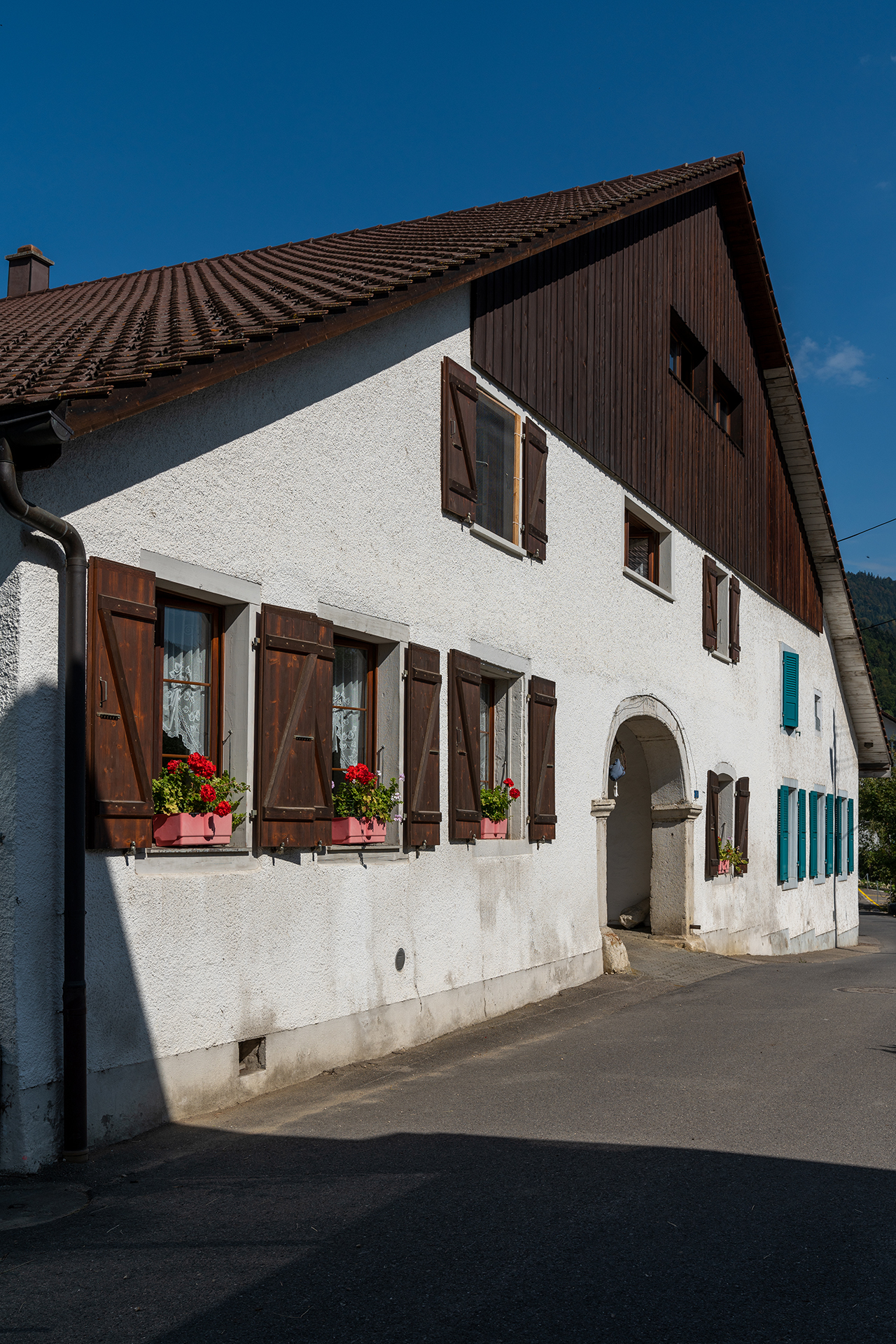
Bauernhaus
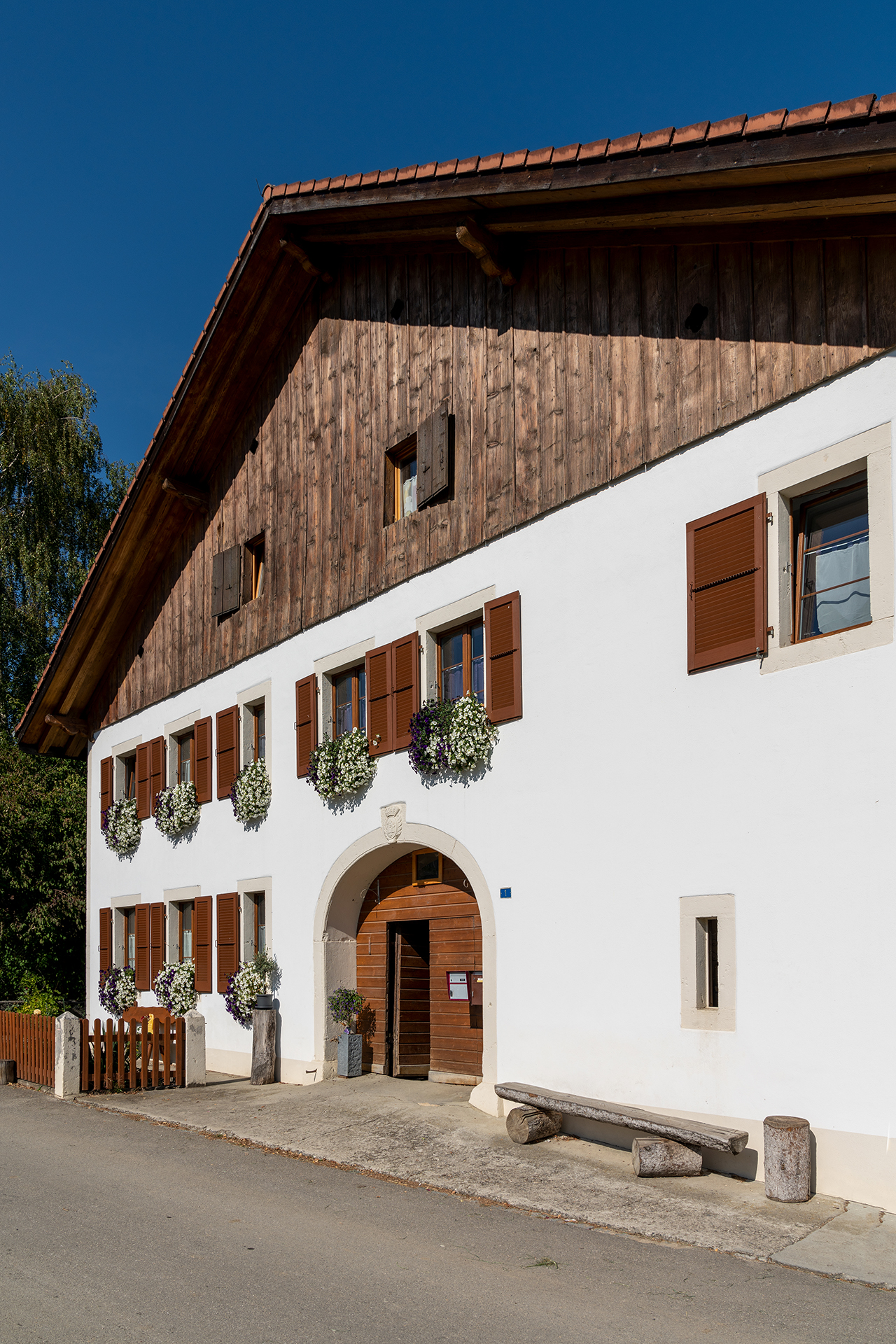
Bauernhaus
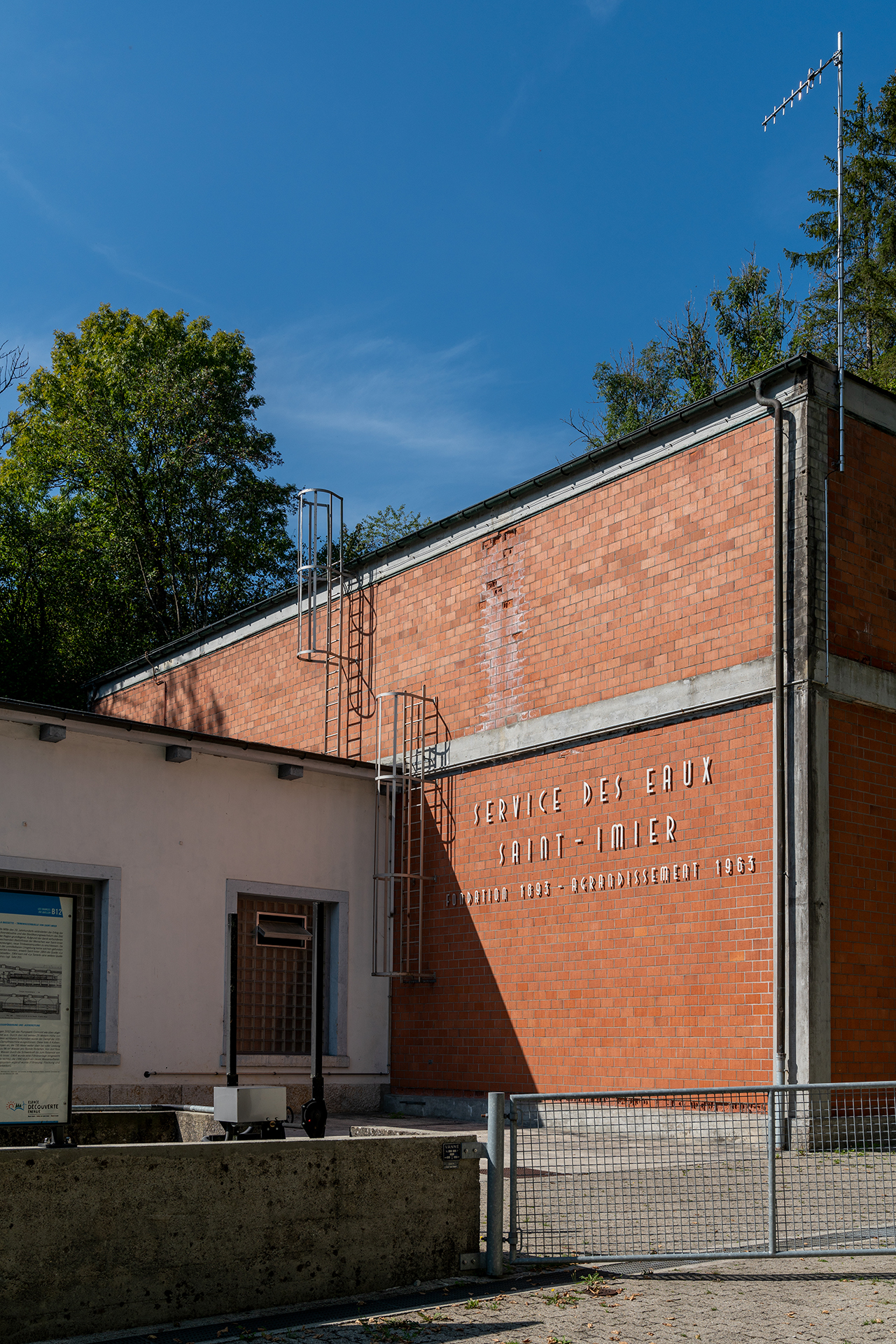
Wasserfassung bei der Quelle der Raissette

## Persönlichkeiten
- Emile Ganguillet (1818–1894), Wasserbauingenieur
- Etienne Primault (1904–1984), Waffenchef der Flieger- und Fliegerabwehrtruppen